# مشکین تپه (روستا)
مشکین تپه روستایی است در بخش مرکزی شهرستان بویین‌زهرا استان قزوین ایران که در ۱۵ کیلومتری شمال مرکز شهرستان واقع شده‌است و دارای 104خانوار و ۴۲۰ نفر جمعیت می‌باشد.
لازم به توضیح است که بخشی از اهالی این روستا از سگزآباد به مشکین تپه آمده اند.از آثار تاریخی این روستا می‌توان به تپه باستانی اشاره کرد که مربوط به دوره‌های ساسانی و اسلامی می‌باشند.عمده مردم این روستا به زبان ترکی صحبت می کنند